# Pappa vet bäst
Ej att förväxla med Pappa vet bäst?
Pappa vet bäst (Growing Pains) var en amerikansk komediserie som 1985-1992 sändes på ABC. Serien har även visats i Sverige, då i Kanal 5.

## Rollista
- Alan Thicke : Dr.Jason Seaver
- Kirk Cameron : Mike Seaver
- Joanna Kerns : Maggie Malone Seaver
- Jeremey Miller : Ben Seaver
- Tracey Gold : Carol Seaver